# الباروزة
الباروزة قرية سورية قديمة جدا تقع في سهول حلب الشمالية، تتمتع بطبيعة جميلة يجاروها عدة قرى مثل ناحية أخترين وقرية شدود وقرية غيطون وقرية عبلة تتبع لمنطقة اعزازالحدودية والتي تتبع لمدينة حلب. رمز التجمع هو: C1582
يعتمد أهالي المنطقة على الزراعة البعلية بأنواعها - ويزرع محاصيل عديدة أهمها القمح والشعير والعدس.
الباروزة قرية وموقع أثري هام ويعود تاريخها إلى عهد المملكة الرومانية القديمة في الباروزة آثار رومانية هامة يوجد ممر (سرداب) تحت الأرض (طريق طويل جدا يمتد لمسافات كبيرة) يصل القرية ببعضها البعض من الداخل بالكامل تقريبا وتنتشر العديد من الأوابد الأثرية.
وسميت الباروزة حديثا بهذا الاسم لبروزها وارتفاعها عن الأراضي الزراعية حولها
ويرتبط تاريخ هذه القرية مع تاريخ التلال المنتشرة في سهول حلب الشمالية وسهول تركيا الجنوبية مثل 
التل الموجود في اخترين مرج دابق، تل جيجان، تل مالد ،تل رفعت ،تل اعزاز ،تل فافين وتلال واثار منطقة جبل سمعان الأثرية.